# Buda (gmina Blăgești)
Buda – wieś w Rumunii, w okręgu Bacău, w gminie Blăgești. W 2011 roku liczyła 1801 mieszkańców.